# Deserto delle Agriate

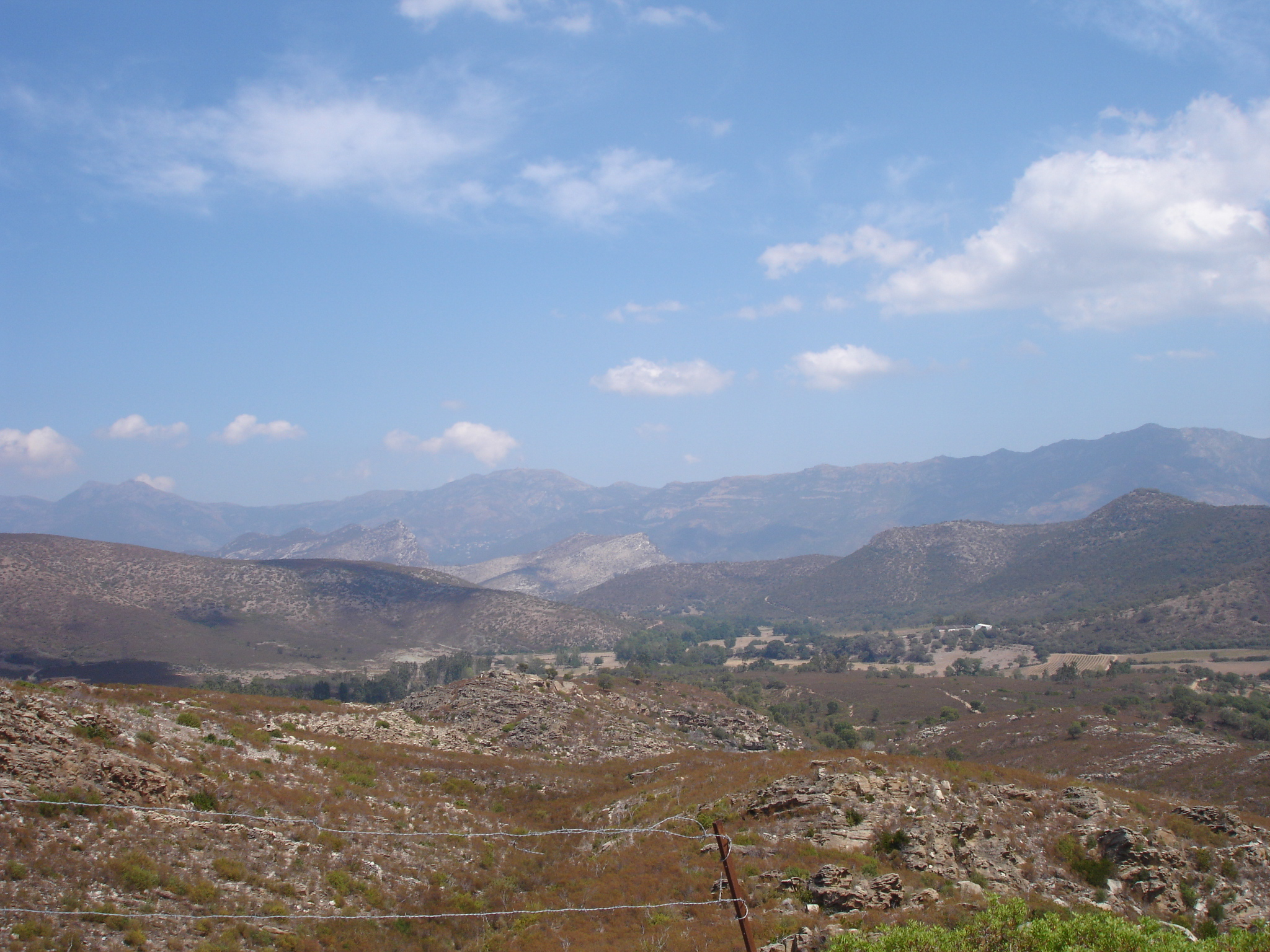
Il deserto delle Agriate

Il deserto delle Agriate (in francese désert des Agriates, in còrso l'Agriate) è una regione di macchia mediterranea della Corsica settentrionale (Francia), e si sviluppa lungo la costa da San Fiorenzo a qualche chilometro prima di Isola Rossa.
È caratterizzato da alcune basse montagne coperte dalla gariga, vegetazione bassa ed arbusti che seccano in estate, quando non piove per alcuni mesi.
Questa è l'unica grande zona della Corsica senza una strada costiera. Le baie e i golfi del deserto possono essere raggiunti solamente via mare o tramite lunghe strade sterrate. Venne considerata dal governo francese, negli anni '50, una delle zone papabili per gli esperimenti nucleari, che furono infine destinati prima in Algeria (Reggane), e poi a Mururoa.

## Monti
- Monte Lavezzu (421 m)
- Monte Castagne (320 m)
- Monte Genova (421 m)
- Monte Robbia (413 m)
- Monte di Arazza (390 m)
- Cima d'Ifana (479 m)

## Torrenti
- Aliso
- Ruaghiola
- Vaghio
- Fiume Santo
- Zenta
- Alga
- Ostriconi
- Lozari
- Regino
- San Colombano

## Passi
- Bocca di Vezzu (311 m)

## Comuni del Deserto delle Agriate
- San Fiorenzo
- Santo Pietro di Tenda
- San Gavino di Tenda
- Palasca